# Hans-Peter Wodarz

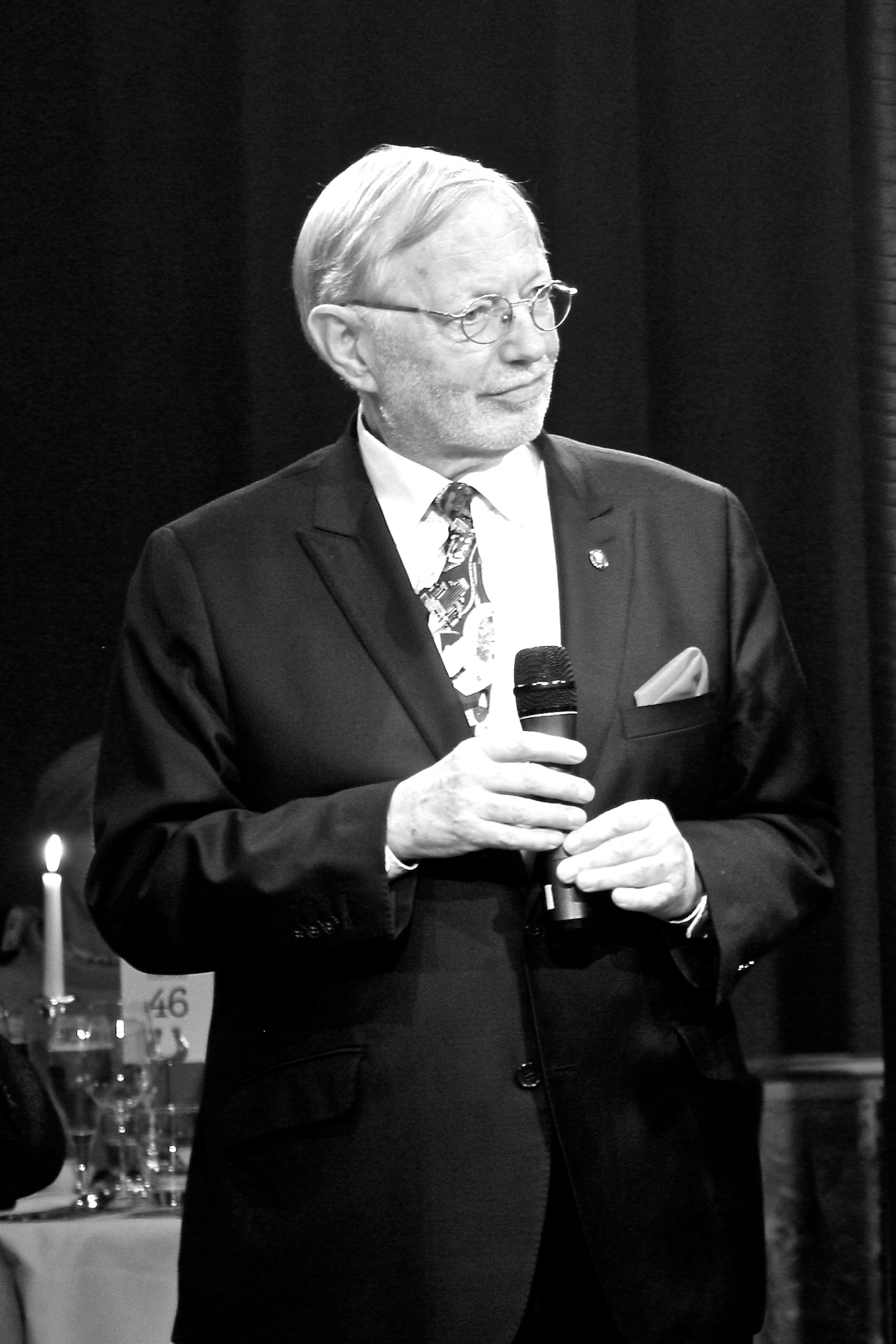
Hans-Peter Wodarz, 2019

Hans-Peter Wodarz (* 28. März 1948 in Wiesbaden) ist ein deutscher Koch, Gastronom und Veranstaltungsmanager. Feinschmeckern ist er durch seine mit Michelinstern prämierten Restaurants Die Ente im Lehel im gleichnamigen Stadtteil von München und Die Ente vom Lehel im Zentrum Wiesbadens bekannt.
Von der breiten Öffentlichkeit wahrgenommen wurde er durch die Etablierung der Erlebnisgastronomie in Deutschland mit den Restaurant-Theatern Panem et Circenses, Pomp Duck and Circumstance und Hans-Peter Wodarz Palazzo.

## Leben
Wodarz begann 1962 als Page im damaligen Wiesbadener Grand Hotel Rose, wo er dann eine Lehre als Koch absolvierte.
Nach verschiedenen Anstellungen in Großbritannien und Deutschland entwickelte und führte er in München zunächst den Feinschmecker- und Partyservice der Hertie Waren- und Kaufhaus GmbH. Dann wechselte er als Koch in die von Eckart Witzigmann geleitete Küche des Restaurants Tantris.

## Gastronomie
1975 eröffnete Hans-Peter Wodarz in München sein eigenes Restaurant Die Ente im Lehel. 1979 überführte er das Restaurant in das Wiesbadener Grandhotel Nassauer Hof als Die Ente vom Lehel.
Kulinarische Geschichte schrieb Hans-Peter Wodarz mit Hummer mit Lamm im Blätterteig und Kalbshirn mit Rauchaal und Gänseleber, vor allem aber mit seinem Dialog der Früchte und der Entenbrust mit Krebsschwänzen und Kalbsbries in Morchelrahmsauce in den 80er Jahren.
Er engagierte sich für durchgegorene Weine aus deutscher Produktion. Zusammen mit dem Sommelier seines Restaurants, Ralf Frenzel, überzeugten sie Winzer von einem geänderten Ausbau zu trockenen Weinen. Dazu erklärte Hans-Peter Wodarz 1987 in dem überhaupt ersten Spiegel-Gespräch mit einem deutschen Koch: „Der deutsche Winzer hat überhaupt keinen Bezug zum Gastronomen. Wie soll er denn wissen, welche Weine zu unserem Essen passen? Das ist beim französischen Winzer ganz anders. Und das ist ungeheuer wichtig für die Art, wie Weine angebaut und behandelt werden. Denn die Spitzen-Gastronomen geben die Geschmacksrichtung für alle vor. (…) Die Chancen für den trockenen, durchgegorenen, ehrlichen Wein waren hierzulande noch nie so groß wie jetzt. Die Leute, die ehrliche - ich sage bewußt: ehrliche - Weine machen, haben auch Erfolg und können ihre Weine zu einem Preis anbieten und verkaufen, der dem Wein zusteht.“
Bereits im Jahr vor diesem Interview hatte Wodarz in Brüssel zusammen mit Heinz Winkler, Günter Scherrer und Eckart Witzigmann als deutschen Präsidenten den Euro-Toques e. V. gegründet: den Zusammenschluss europäischer Köche mit Selbstverpflichtung zur Nachhaltigkeit mittels vorrangiger Verwendung regionaler Frischprodukte. Präsident für Frankreich war zunächst Paul Bocuse, für Italien Gualtiero Marchesi.

## Erlebnisgastronomie
Schon zur Zeit der Ente vom Lehel in Wiesbaden hatte Hans-Peter Wodarz den Begriff vom Restaurant-Theater mit Kultur, Künstlern und Kulinarik geprägt und gegen das Schweigen der Schlemmer seine Gäste mit Show-Einlagen unterhalten: mit singenden Kellnern und Köchen, mit Auftritten von Astor Piazzolla, Harald Juhnke, dem Chor der russischen Armee und Varieté-Einlagen von Le Crazy Horse de Paris.
Im Jahr 1978 war er Gründungsmitglied des Commitee 2000, das die Durchführung einer Silvesterparty für den Jahreswechsel 2000 plante; Wodarz ließ dazu 2000 Magnum-Flaschen Krug des Jahrgangs 1975 einmauern. Den fehlerhaft generierten Countdown Kalender korrigierte Joseph Beuys: corrected for the Commitee 2000, signierte er ihn und hob damit die Kunst über die Digitalisierung. Beuys bat seinen Freund Andy Warhol, ein Plakat für die Party zu gestalten; Warhol signierte eine 2000er Auflage.
Wodarz wandte sich Anfang der 1990er Jahre der Erlebnisgastronomie zu; nach dem ersten Projekt, Panem et Circenses in Zusammenarbeit mit Bernhard Paul und Alfons Schuhbeck, folgte 1993 die Neuinszenierung unter dem Namen Pomp Duck and Circumstance, die in verschiedenen Städten, darunter auch sechs Jahre in Berlin gastierte. Dabei bot das aus Schauspielern und Artisten bestehende Restaurantpersonal zugleich eine Show mit Slapstick und Jonglage. „HPW bevorzugt den Begriff Restaurant-Theater, der unmissverständlich seinen Anspruch unterstreicht: Gute Küche ist ein dem Theater ebenbürtiges Kulturgut (…) und gastiert in ganz Europa: (in) Köln, Hannover, Wiesbaden, Frankfurt, Hamburg, Barcelona, Venedig und Mailand geben die Gäste Standing Ovations.“
Nach gescheiterten Geschäftsversuchen in New York und Atlanta und der teilweisen Übernahme des Unternehmens durch seinen Freund Guy Laliberté kehrte Wodarz 1996 mit Pomp Duck and Circumstance nach Deutschland zurück. 2001 übertrug der kanadische Cirque du Soleil seine Anteile zurück an die Arabella Hotel Holding International von Stefan Schörghuber in München.
Anfang 2006 schied Hans-Peter Wodarz als Gesellschafter von Pomp Duck and Circumstance aus und zeigte zusammen mit der Spielbank Berlin Entertainment ab Mai 2006 ein Jahr die Show Belle et Fou – Das Spiel mit der Lust, die gehobene Gastronomie mit Erotiktheater verband. Ab November 2007 bis März 2008 veranstaltete Wodarz in Co-Produktion mit der Palazzo Produktionen GmbH Hamburg ein Spiegelpalast-Projekt mit singenden Kellnern und Kellnerinnen im Lehrter Stadtquartier zwischen dem Berliner Hauptbahnhof und dem Bundeskanzleramt; zudem beriet er Gastronomieprojekte in Berlin, unter anderem die Restaurants Berlin-Moskau, an Unter den Linden und Hooters an der Straße des 17. Juni. Im Herbst 2008 präsentierte der Hans-Peter Wodarz Palazzo in Berlin die Show Concerto für Ente, Salbei & Chilischokoladenkuchen und einem Festmahl in drei Akten.
Zudem war Hans-Peter Wodarz in 2008 einer der vier Spitzenköche, die im Münchner Palazzo in Vier Spitzenköche und ein Graf das Menü kreierten. Als Herr der Enten zeichnete Wodarz für das Hauptgericht verantwortlich, und das Magazin Der Feinschmecker ehrte ihn als eine von 30 Lichtgestalten der kulinarischen Lebensart in Deutschland.
Parallel zu seinem Engagement für Palazzo organisierte seine Eventagentur Ducks & More internationale Gastronomieprojekte u. a. für das Autorennen der City Challenge Baku von Hartmut Beyer, das Hans-Peter Wodarz 2012 beim ersten Rennen in Aserbaidschan gastronomisch wie kulturell begleitete, und für zwölf Hoffeste des Regierenden Bürgermeisters von Berlin Klaus Wowereit im Roten Rathaus.
Für die Sommer-Festivals in St. Anton am Arlberg ist er zusammen mit Eckart Witzigmann und Heinz Winkler einer der drei WWW-Schirmherren von Kulinarik & Kunst und war bis 2014 zudem Koproduzent von insgesamt 250 wöchentlichen TV-Sendungen von Berlin kocht des Privatsenders TV Berlin, in denen es um kulinarische Vielseitigkeit in der Bundeshauptstadt geht.
Mit Palazzo am Standort Berlin dauert die Zusammenarbeit an: Rund vier Monate im Jahr, von November bis Anfang März, präsentiert Hans-Peter Wodarz im Spiegelzelt, seit 2009 zunächst am Standort Humboldthafen, ab 2018 neben dem Bahnhof Zoologischer Garten, die jährlich neuen Palazzo-Shows und -Menüs. Dabei wurde er in den vier ersten Spielzeiten von dem Sternekoch Christian Lohse unterstützt; seit 2013/14 kreiert Kolja Kleeberg, vormals Küchenchef und Sternekoch im Berliner Restaurants VAU, das Menü im Kolja Kleeberg & Hans-Peter Wodarz Palazzo.
Im ersten Jahr der COVID-19-Pandemie überstand das Berliner Palazzo die Schließung der Gastronomie in Deutschland mit Glück: die Spielzeit 2019/20 endete am Wochenende vor den Lockdown-Maßnahmen; vorsorglich wurde die Saison 2020/21 abgesagt, und auch die geplante Wiederaufnahme im Herbst 2021 fiel aus. Am 11. November 2022 und vor rund 370 Premierengästen eröffneten Wodarz und Kolja Kleeberg die Saison 2022/23 unter dem Motto: Berliner Eskapaden.

## Soziales Engagement
Seit über 40 Jahren und inzwischen mit über 100 Benefiz-Veranstaltungen unterstützt Hans-Peter Wodarz zahlreiche Stiftungen und Hilfsorganisationen: darunter UNICEF, die ZNS - Hannelore Kohl Stiftung und die Gorbatschow-Stiftung, die Princess Grace Foundation (in New York City), Straßenkinder in Brasilien, die Peter-Maffay-Stiftung, den Laughing Hearts e. V. für Berliner Heimkinder, das Nordoff/Robbins Zentrum Witten für Musiktherapie, die Stiftung Weisser Ring und das Präventionsprogramm Babylotse.
Für sein Engagement wurde Wodarz 2010 mit der Brücke der Herzen bzw. dem Blue Heart Award geehrt; für seine Wiesbadener Aktionen seit 1980, ihnen leuchtet kein Licht, inzwischen umbenannt zu ihnen leuchtet ein Licht, wurde ihm 2012 der Hessische Verdienstorden am Bande verliehen.
Über sich selbst sagt Wodarz, dass er Kindergeburtstage für Erwachsene veranstalte und in seinem Leben mehr als zwei Millionen Enten auf den Teller gebracht habe.

## Privates
Hans-Peter Wodarz ist mit einer Russin verheiratet; das Paar hat eine Tochter und lebt in Berlin und Wiesbaden.

## Auszeichnungen
- 1965: Bester Kochlehrling Hessens
- 1976: Michelin-Stern für Die Ente im Lehel (München)
- 1979: Michelin-Stern für Die Ente vom Lehel (Wiesbaden)
- 1982: Gault-Millau: Koch des Jahres
- 1983: Goldene Pfeffermühle, Kritikerpreis
- 1992: Sebastian Gasch, katalanischer Theaterpreis (im Rahmen der Olympischen Spiele, Barcelona)
- 1995 Gault-Millau: 4 Kochmützen – zudem gedreht um 180 Grad für Pomp Duck and Circumstance
- 2001: Bunte Award, für kreativste gastronomische Kochkunst
- 2002: Five Star Diamond Award
- 2003: Herforder Preis
- 2004: Hamburger Foodservice Preis
- 2004: Five Star Diamond Award
- 2002: Warsteiner Preis – der deutsche Gastronomiepreis
- 2006: Five Star Diamond Award
- 2010: Brücke der Herzen[19] gleichermaßen Blue Heart Award
- 2010: Gastronomischer Innovator, Berliner Meisterköche - Berlin Partner
- 2012: Hessischer Verdienstorden am Bande
- 2019: Rolling Pin Award für das Lebenswerk[20]